# 树螳属
树螳属（学名：Corticomantis）是攀螳科的一属。

## 下属物种
本属包括以下物种：
- Corticomantis atricoxata Beier, 1931